# Dysithamnus xanthopterus
Dysithamnus xanthopterus là một loài chim trong họ Thamnophilidae.